# Veronika Dimke
Veronika Dimke (* 1973 in München) ist eine deutsche Künstlerin. Sie lebt und arbeitet in Köln.

## Leben
Nach einer Ausbildung zur staatlich geprüften Holzbildhauerin, die sie 1998 abschloss, arbeitete sie von 1998 bis 2002 in den Münchner Domagkateliers. 2008 erhielt sie ein Projektstipendium für Bildende Kunst der Stadt München. Ihr Studium an der Akademie der Bildenden Künste München schloss sie 2009 mit dem Dokumentarfilm Angst hab ich keine ab. Sie lebt und arbeitet in München. Ihre Arbeiten umfassen ein Spektrum von Zeichnung über Skulptur und Malerei bis hin zu Film und Performancekunst. Sie begreift sich als Feministin und hebt in ihrer Arbeit konsequent die Grenzen zwischen Kunst und Politik auf. In ihrer Arbeit sowie in ihrem politischen Aktivismus beschäftigt sie sich zentral mit den Themen Feminismus, Antisexismus und Antirassismus und weist dabei immer wieder auf die vielfachen Verschränkungen hin, die das Zusammenwirken verschiedener Herrschaftsverhältnisse charakterisieren.
Unter anderem beteiligte sie sich auch an der Stadtfrauenkonferenz.

## Filmografie
- 1996: Rosen für Altötting[4]
- 1997: Die Geschichte der heiligen Veronika[5]
- 2000: Maldoror – Mädchen jagt Bus
- 2004: Caravana Biciclistilor
- 2005: Chilla[6]
- 2006: Ramma Damma – Die Stadt hat uns obdachlos gemacht[7]
- 2009: Angst hab ich keine
- 2010 Scream
- 2012 Kreische_Barriere I
- 2015 Kreische_KMii
- 2016 Kreische_RWE 1
- 2019 Kreische8M19

## Ausstellung
- 2012: Queere Tiere, Galerie Lübbhoff München[8]
- 2022 Unutmayacağız – Wir werden nicht vergessen[9]